# Piz Blas
Piz Blas är en bergstopp i Schweiz.   Den ligger i regionen Surselva och kantonen Graubünden, i den sydöstra delen av landet, 110 km öster om huvudstaden Bern. Toppen på Piz Blas är 3 019 meter över havet.
Terrängen runt Piz Blas är huvudsakligen bergig, men den allra närmaste omgivningen är kuperad. Närmaste större samhälle är Disentis, 16,9 km nordost om Piz Blas. 
Trakten runt Piz Blas består i huvudsak av gräsmarker. Runt Piz Blas är det glesbefolkat, med 9 invånare per kvadratkilometer.